# Países Bajos en el Festival de la Canción de Eurovisión
Los Países Bajos es uno de los pocos países que han participado en el Festival de la Canción de Eurovisión desde la primera edición en 1956, dando lugar a que en 2007, solo eran superados por Bélgica, Alemania, Francia y el Reino Unido.
A través de los años, los Países Bajos han tenido un éxito mezclado en el festival, habiendo ganado cinco veces (aunque esto los coloca dentro de los mejores países). Su primera victoria ocurrió en 1957 con la canción «Net als toen» de Corry Brokken. Dos años después, en 1959, fue con «Een beetje» de Teddy Scholten. En 1969, los Países Bajos obtuvieron la victoria con Lenny Kuhr y «De troubadour», aunque la compartieron con Francia, España y el Reino Unido. La siguiente victoria neerlandesa vino en 1975, con el grupo Teach-In y «Ding-a-Dong». Finalmente, su última victoria vino 44 años después, en 2019, con «Arcade» de Duncan Laurence. Los Países Bajos han terminado dos ocasiones con cero puntos, y por tanto en última posición, en 1962 con De Spelbrekers y en 1963 con Annie Palmen.
Desde que comenzaron a participar, los Países Bajos solo han faltado en cuatro ocasiones. En 1985 y 1991, el país se ausentó debido a que el Eurovisión tuvo lugar el 4 de mayo, coincidiendo con el Día de Conmemoración en el Reino. En 1995 y 2002 el país fue relegado debido al bajo resultado obtenido en las ediciones pasadas.
El festival se ha realizado cuatro veces en los Países Bajos. En 1958, 1970 y 1976 debido a que había ganado las ediciones anteriores. A pesar de haber ganado la edición de 1959, la organización del evento en 1958 había dejado a la radiodifusora sin fondos suficientes para volver a organizar el festival, cediéndole el honor al Reino Unido y a la BBC. En 1980 los Países Bajos organizaron el festival después de que Israel se rehusara a hacerlo. También será el encargado en la edición de 2020.
En años recientes los Países Bajos no han tenido un buen resultado con sus canciones, hasta el punto de que en el año 2004 quedó en la semifinal sexta con una puntuación de 146 puntos y en la final obtuvo un 20.º puesto con solo 11 puntos, no logrando calificar a la ronda final en siete ocasiones consecutivas, en parte debido a la introducción del televoto. Al igual que los países de Europa occidental, el Reino no tiene aliados leales para que le den altas puntuaciones, siendo Bélgica e Israel los países que comúnmente le dan la mayor cantidad de puntos. Por otro lado y a razón de la diáspora turca y armenia, los Países Bajos siempre le dan altas puntuaciones a Turquía y a Armenia. Los Países Bajos participaron en el festival de 2012 en Bakú, no logrando llegar a la final por octava vez consecutiva. En 2013 participó Anouk con el tema «Birds» consiguiendo la 5.ª posición en Malmö en la semifinal (su mejor resultado en la semifinal) y la 9.ª posición en la final. En 2014, este país dio la sorpresa, ya que al no partir como uno de los favoritos de las apuestas de pago, quedó 1.ª en su semifinal y 2.ª en la gran final, estando a un paso de la victoria. En 2015 nuevamente se queda sin final con el tema «Walk Along» y la cantante Trijntje Oosterhuis terminando 14.º con 33 puntos en su semifinal. En 2016, luego de no clasificar el año pasado siguió la buena racha empezada en 2013 y este año enviaron a Douwe Bob con «Slow Down» tema que poco a poco fue gustando en Europa y finalmente con cierta ayuda del jurado sería nuevamente 5.º en su semifinal y 11.º en la gran final con 153 puntos. En 2017, ocurrió cosa similar que al año anterior con O'G3NE, con un apoyo espectacular por parte del jurado (dado su gran directo) quedando 4.º en su semifinal y 11.º en la gran final con 150 puntos.
En 2019 Duncan Laurence fue elegido por la cadena AVROTROS para representar a los Países Bajos en Tel Aviv. En marzo fue presentado el tema "Arcade", logrando posicionarse en el primer lugar de las casas de apuestas. Con una puntuación total de 280 puntos y sin quedar en el primer lugar en el jurado y en el televoto, logró una segunda victoria para su país en una semifinal. En la final se rompió una racha de 44 años sin que este país consiguiera una victoria en el festival, tras obtener 498 puntos que lo ubicaron en el primer lugar.
En 2020, Jeangu Macrooy iba a representar al país anfitrión en Róterdam con la canción "Grow", sin embargo el festival se canceló debido a la crisis sanitaria del Covid-19. En 2021, se le volvió a dar la oportunidad de representar a Países Bajos, al igual que otros países, con la canción "Birth of a new age", quedando en 23.º posición con 11 puntos, todos ellos del jurado. En 2022 sería elegida la joven S10 para el festival de Turín con "De Diepte", siendo la primera vez desde 2010 que lleva una canción íntegramente en neerlandés. Pese a partir de ser una de las favoritas, en la final se quedaría a las puertas del top 10, en undécima posición.
En el año 2024, fue el primer país descalificado tras su clasificación en una semifinal en la historia del festival, con la retirada del plantel de la final del artista Joost Klein, que quedó en segundo lugar de la 2ª semifinal, quedando incluso por encima de Suiza, ganadora del festival. Un comunicado de prensa de la UER decía que estaba «investigando un incidente reportado que involucró al artista holandés», así como que «él no ensayaría hasta nuevo aviso». Tampoco estuvo presente en el espectáculo del jurado, y en su lugar se utilizó una grabación de su actuación de la segunda semifinal. AVROTROS calificó la sanción de «desproporcionada» y «escandalosa».
| Am.:1972-73, 79, 89, 93, 97-98, 04; Al.:96 Hilversum: 56-60, 84, 92, 99; Bu.:62 · Utrecht:63-64, 68, 71, 74-75 Harmelen: 1967 Amersfoort: 1986 Sc.: 1969, 82; La H.: 70, 76-78, 83, 87-88, 90, 94 Róterdam: 1981, 2000-01, 2003 Sedes de algunos de los concursos para elegir al representante de los Países Bajos en el festival. |

## Participaciones
Leyenda
     Ganador
     Segundo puesto
     Tercer puesto
     Cuarto o quinto puesto (Top 5)
     Último puesto
| Año                  | Sede       | Artista                   | Canción                        | Final                       | Pts.                        | Semifinal                   | Pts.                        |
| -------------------- | ---------- | ------------------------- | ------------------------------ | --------------------------- | --------------------------- | --------------------------- | --------------------------- |
| 1956                 | Lugano     | Jetty Paerl               | «De vogels van Holland»        | No se publicaron resultados | No se publicaron resultados | No hubo semifinales         | No hubo semifinales         |
| 1956                 | Lugano     | Corry Brokken             | «Voorgoed voorbij»             | No se publicaron resultados | No se publicaron resultados | No hubo semifinales         | No hubo semifinales         |
| 1957                 | Fráncfort  | Corry Brokken             | «Net als toen»                 | 1                           | 31                          | No hubo semifinales         | No hubo semifinales         |
| 1958                 | Hilversum  | Corry Brokken             | «Heel de wereld»               | 9                           | 1                           | No hubo semifinales         | No hubo semifinales         |
| 1959                 | Cannes     | Teddy Scholten            | «Een beetje»                   | 1                           | 21                          | No hubo semifinales         | No hubo semifinales         |
| 1960                 | Londres    | Rudi Carrell              | «Wat een geluk»                | 12                          | 2                           | No hubo semifinales         | No hubo semifinales         |
| 1961                 | Cannes     | Greetje Kauffeld          | «Wat een dag»                  | 10                          | 6                           | No hubo semifinales         | No hubo semifinales         |
| 1962                 | Luxemburgo | De Spelbrekers            | «Katinka»                      | 13                          | 0                           | No hubo semifinales         | No hubo semifinales         |
| 1963                 | Londres    | Annie Palmen              | «Een speeldoos»                | 13                          | 0                           | No hubo semifinales         | No hubo semifinales         |
| 1964                 | Copenhague | Anneke Grönloh            | «Jij bent mijn leven»          | 10                          | 2                           | No hubo semifinales         | No hubo semifinales         |
| 1965                 | Nápoles    | Conny Vandenbos           | «'t Is genoeg»                 | 11                          | 5                           | No hubo semifinales         | No hubo semifinales         |
| 1966                 | Luxemburgo | Milly Scott               | «Fernando en Filippo»          | 15                          | 2                           | No hubo semifinales         | No hubo semifinales         |
| 1967                 | Viena      | Thérèse Steinmetz         | «Ring-dinge-ding»              | 14                          | 2                           | No hubo semifinales         | No hubo semifinales         |
| 1968                 | Londres    | Ronnie Tober              | «Morgen»                       | 16                          | 1                           | No hubo semifinales         | No hubo semifinales         |
| 1969                 | Madrid     | Lenny Kuhr                | «De troubadour»                | 1                           | 18                          | No hubo semifinales         | No hubo semifinales         |
| 1970                 | Ámsterdam  | Hearts of Soul            | «Waterman»                     | 7                           | 7                           | No hubo semifinales         | No hubo semifinales         |
| 1971                 | Dublín     | Saskia & Serge            | «Tijd»                         | 7                           | 85                          | No hubo semifinales         | No hubo semifinales         |
| 1972                 | Edimburgo  | Sandra & Andres           | «Als het om de liefde gaat»    | 4                           | 106                         | No hubo semifinales         | No hubo semifinales         |
| 1973                 | Luxemburgo | Ben Cramer                | «De oude muzikant»             | 14                          | 69                          | No hubo semifinales         | No hubo semifinales         |
| 1974                 | Brighton   | Mouth & MacNeal           | «I see a star»                 | 3                           | 15                          | No hubo semifinales         | No hubo semifinales         |
| 1975                 | Estocolmo  | Teach-In                  | «Ding-a-dong»                  | 1                           | 152                         | No hubo semifinales         | No hubo semifinales         |
| 1976                 | La Haya    | Sandra Reemer             | «The party's over»             | 9                           | 56                          | No hubo semifinales         | No hubo semifinales         |
| 1977                 | Londres    | Heddy Lester              | «De mallemolen»                | 12                          | 35                          | No hubo semifinales         | No hubo semifinales         |
| 1978                 | París      | Harmony                   | «'t Is OK»                     | 13                          | 37                          | No hubo semifinales         | No hubo semifinales         |
| 1979                 | Jerusalén  | Xandra                    | «Colorado»                     | 12                          | 51                          | No hubo semifinales         | No hubo semifinales         |
| 1980                 | La Haya    | Maggie MacNeal            | «Amsterdam»                    | 5                           | 93                          | No hubo semifinales         | No hubo semifinales         |
| 1981                 | Dublín     | Linda Williams            | «Het is een wonder»            | 9                           | 51                          | No hubo semifinales         | No hubo semifinales         |
| 1982                 | Harrogate  | Bill van Dijk             | «Jij en ik»                    | 16                          | 8                           | No hubo semifinales         | No hubo semifinales         |
| 1983                 | Múnich     | Bernadette                | «Sing me a song»               | 7                           | 66                          | No hubo semifinales         | No hubo semifinales         |
| 1984                 | Luxemburgo | Maribelle                 | «Ik hou van jou»               | 13                          | 34                          | No hubo semifinales         | No hubo semifinales         |
| No participó en 1985 |            |                           |                                |                             |                             |                             |                             |
| 1986                 | Bergen     | Frizzle Sizzle            | «Alles heeft ritme»            | 13                          | 40                          | No hubo semifinales         | No hubo semifinales         |
| 1987                 | Bruselas   | Marcha                    | «Rechtop in de wind»           | 5                           | 83                          | No hubo semifinales         | No hubo semifinales         |
| 1988                 | Dublín     | Gerard Joling             | «Shangri-la»                   | 9                           | 70                          | No hubo semifinales         | No hubo semifinales         |
| 1989                 | Lausanne   | Justine Pelmelay          | «Blijf zoals je bent»          | 15                          | 45                          | No hubo semifinales         | No hubo semifinales         |
| 1990                 | Zagreb     | Maywood                   | «Ik wil alles met je delen»    | 15                          | 25                          | No hubo semifinales         | No hubo semifinales         |
| No participó en 1991 |            |                           |                                |                             |                             |                             |                             |
| 1992                 | Malmö      | Humphrey Campbell         | «Wijs me de weg»               | 9                           | 67                          | No hubo semifinales         | No hubo semifinales         |
| 1993                 | Millstreet | Ruth Jacott               | «Vrede»                        | 6                           | 92                          | Kvalifikacija za Millstreet | Kvalifikacija za Millstreet |
| 1994                 | Dublín     | Willeke Alberti           | «Waar is de zon»               | 23                          | 4                           | No hubo semifinales         | No hubo semifinales         |
| No participó en 1995 |            |                           |                                |                             |                             |                             |                             |
| 1996                 | Oslo       | Maxine & Franklin Brown   | «De eerste keer»               | 7                           | 78                          | 9                           | 63                          |
| 1997                 | Dublín     | Mrs. Einstein             | «Niemand heeft nog tijd»       | 22                          | 5                           | No hubo semifinales         | No hubo semifinales         |
| 1998                 | Birmingham | Edsilia Rombley           | «Hemel en aarde»               | 4                           | 150                         | No hubo semifinales         | No hubo semifinales         |
| 1999                 | Jerusalén  | Marlayne                  | «One good reason»              | 9                           | 71                          | No hubo semifinales         | No hubo semifinales         |
| 2000                 | Estocolmo  | Linda Wagenmakers         | «No goodbyes»                  | 13                          | 40                          | No hubo semifinales         | No hubo semifinales         |
| 2001                 | Copenhague | Michelle                  | «Out on my own»                | 19                          | 16                          | No hubo semifinales         | No hubo semifinales         |
| No participó en 2002 |            |                           |                                |                             |                             |                             |                             |
| 2003                 | Riga       | Esther Hart               | «One more night»               | 13                          | 45                          | No hubo semifinales         | No hubo semifinales         |
| 2004                 | Estambul   | Re-Union                  | «Without you»                  | 20                          | 11                          | 6                           | 146                         |
| 2005                 | Kiev       | Glennis Grace             | «My impossible dream»          | No se clasificó             | No se clasificó             | 14                          | 53                          |
| 2006                 | Atenas     | Treble                    | «Amambanda»                    | No se clasificó             | No se clasificó             | 20                          | 22                          |
| 2007                 | Helsinki   | Edsilia Rombley           | «On top of the world»          | No se clasificó             | No se clasificó             | 21                          | 38                          |
| 2008                 | Belgrado   | Hind                      | «Your heart belongs to me»     | No se clasificó             | No se clasificó             | 13                          | 27                          |
| 2009                 | Moscú      | De Toppers                | «Shine»                        | No se clasificó             | No se clasificó             | 17                          | 11                          |
| 2010                 | Oslo       | Sieneke                   | «Ik ben verliefd (Sha-la-lie)» | No se clasificó             | No se clasificó             | 14                          | 29                          |
| 2011                 | Düsseldorf | 3JS                       | «Never alone»                  | No se clasificó             | No se clasificó             | 19                          | 13                          |
| 2012                 | Bakú       | Joan Franka               | «You and me»                   | No se clasificó             | No se clasificó             | 15                          | 35                          |
| 2013                 | Malmö      | Anouk                     | «Birds»                        | 9                           | 114                         | 6                           | 75                          |
| 2014                 | Copenhague | The Common Linnets        | «Calm after the storm»         | 2                           | 238                         | 1                           | 150                         |
| 2015                 | Viena      | Trijntje Oosterhuis       | «Walk along»                   | No se clasificó             | No se clasificó             | 14                          | 33                          |
| 2016                 | Estocolmo  | Douwe Bob                 | «Slow down»                    | 11                          | 153                         | 5                           | 197                         |
| 2017                 | Kiev       | O'G3NE                    | «Lights and shadows»           | 11                          | 150                         | 4                           | 200                         |
| 2018                 | Lisboa     | Waylon                    | «Outlaw in 'em»                | 18                          | 121                         | 7                           | 174                         |
| 2019                 | Tel Aviv   | Duncan Laurence           | «Arcade»                       | 1                           | 492                         | 1                           | 280                         |
| 2020                 | Róterdam   | Jeangu Macrooy            | «Grow»                         | Festival cancelado          | Festival cancelado          | Festival cancelado          | Festival cancelado          |
| 2021                 | Róterdam   | Jeangu Macrooy            | «Birth of a new age»           | 23                          | 11                          | País anfitrión              | País anfitrión              |
| 2022                 | Turín      | S10                       | «De diepte»                    | 11                          | 171                         | 2                           | 221                         |
| 2023                 | Liverpool  | Mia Nicolai & Dion Cooper | «Burning Daylight»             | No se clasificó             | No se clasificó             | 13                          | 7                           |
| 2024                 | Malmö      | Joost Klein               | «Europapa»                     | Descalificado               | Descalificado               | 2                           | 182                         |
| 2025                 | Basilea    | Claude Kiambe             | «C'est la vie»                 | 12                          | 175                         | 3                           | 121                         |
| 2026                 | Austria    | TBC                       | TBC                            | TBC                         | TBC                         | TBC                         | TBC                         |

## Festivales organizados en los Países Bajos
Festival organizado sin haber ganado la edición anterior
     Festival cancelado
| Edición                                   | Ciudad sede | Localización                            | Presentandores                                              |
| ----------------------------------------- | ----------- | --------------------------------------- | ----------------------------------------------------------- |
| Festival de la Canción de Eurovisión 1958 | Hilversum   | Estudios AVRO                           | Hannie Lips                                                 |
| Festival de la Canción de Eurovisión 1970 | Ámsterdam   | RAI Ámsterdam                           | Willy Dobbe                                                 |
| Festival de la Canción de Eurovisión 1976 | La Haya     | Centro de Congresos de los Países Bajos | Corry Brokken                                               |
| Festival de la Canción de Eurovisión 1980 | La Haya     | Centro de Congresos de los Países Bajos | Marlous Fluitsma                                            |
| Festival de la Canción de Eurovisión 2020 | Róterdam    | Rotterdam Ahoy (en línea)               | Edsilia Rombley, Chantal Janzen, Jan Smit y Nikkie de Jager |
| Festival de la Canción de Eurovisión 2021 | Róterdam    | Rotterdam Ahoy                          | Edsilia Rombley, Chantal Janzen, Jan Smit y Nikkie de Jager |

## Votación de los Países Bajos
Hasta 2025, la votación de los Países Bajos ha sido:
| Más puntos otorgados solo en la gran final | Más puntos otorgados solo en la gran final | Más puntos otorgados solo en la gran final |
| Pos.                                       | País                                       | Puntos                                     |
| ------------------------------------------ | ------------------------------------------ | ------------------------------------------ |
| 1                                          | Suecia                                     | 228                                        |
| 2                                          | Francia                                    | 206                                        |
| 3                                          | Bélgica                                    | 203                                        |
| 3                                          | Suiza                                      | 203                                        |
| 4                                          | Israel                                     | 179                                        |

| Más puntos otorgados en semifinales y final | Más puntos otorgados en semifinales y final | Más puntos otorgados en semifinales y final |
| Pos.                                        | País                                        | Puntos                                      |
| ------------------------------------------- | ------------------------------------------- | ------------------------------------------- |
| 1                                           | Suecia                                      | 336                                         |
| 2                                           | Bélgica                                     | 286                                         |
| 3                                           | Noruega                                     | 257                                         |
| 4                                           | Israel                                      | 256                                         |
| 5                                           | Suiza                                       | 248                                         |

| Más puntos recibidos solo en la final | Más puntos recibidos solo en la final | Más puntos recibidos solo en la final |
| Pos.                                  | País                                  | Puntos                                |
| ------------------------------------- | ------------------------------------- | ------------------------------------- |
| 1                                     | Bélgica                               | 204                                   |
| 2                                     | Francia                               | 165                                   |
| 3                                     | Irlanda                               | 161                                   |
| 4                                     | Alemania                              | 155                                   |
| 4                                     | Suiza                                 | 155                                   |

| Más puntos recibidos en semifinales y final | Más puntos recibidos en semifinales y final | Más puntos recibidos en semifinales y final |
| Pos.                                        | País                                        | Puntos                                      |
| ------------------------------------------- | ------------------------------------------- | ------------------------------------------- |
| 1                                           | Bélgica                                     | 310                                         |
| 2                                           | Noruega                                     | 233                                         |
| 3                                           | Austria                                     | 230                                         |
| 3                                           | Suiza                                       | 230                                         |
| 4                                           | Dinamarca                                   | 228                                         |

## 12 puntos
- Países Bajos ha dado 12 puntos a:

| Año  | País                |
| ---- | ------------------- |
| 2004 | Serbia y Montenegro |
| 2005 | Dinamarca           |
| 2006 | Armenia             |
| 2007 | Turquía             |
| 2008 | Armenia             |
| 2009 | Noruega             |
| 2010 | Israel              |
| 2011 | Suecia              |
| 2012 | Suecia              |
| 2013 | Dinamarca           |
| 2014 | Armenia             |
| 2015 | Bélgica             |

| Año  | Jurado     | Televoto  | Conjunto |
| ---- | ---------- | --------- | -------- |
| 2016 | Croacia    | Armenia   | Armenia  |
| 2017 | Bulgaria   | Bulgaria  | Bulgaria |
| 2018 | Suecia     | Dinamarca | Noruega  |
| 2019 | Suecia     | Noruega   | Suecia   |
| 2021 | Rusia      | Malta     | Malta    |
| 2023 | Sin jurado | Suecia    | Suecia   |
| 2024 | Sin jurado | Israel    | Israel   |
| 2025 | Sin jurado | Polonia   | Polonia  |

| Año  | País         | Año  | País         | Año  | País      |
| ---- | ------------ | ---- | ------------ | ---- | --------- |
| 1975 | Luxemburgo   | 1989 | Dinamarca    | 2003 | Turquía   |
| 1976 | Francia      | 1990 | Francia      | 2004 | Turquía   |
| 1977 | Bélgica      | 1991 | No participó | 2005 | Turquía   |
| 1978 | Israel       | 1992 | Italia       | 2006 | Turquía   |
| 1979 | Francia      | 1993 | Portugal     | 2007 | Turquía   |
| 1980 | Alemania     | 1994 | Irlanda      | 2008 | Armenia   |
| 1981 | Reino Unido  | 1995 | No participó | 2009 | Noruega   |
| 1982 | Chipre       | 1996 | Irlanda      | 2010 | Armenia   |
| 1983 | Israel       | 1997 | Reino Unido  | 2011 | Dinamarca |
| 1984 | Francia      | 1998 | Alemania     | 2012 | Suecia    |
| 1985 | No participó | 1999 | Alemania     | 2013 | Bélgica   |
| 1986 | Suiza        | 2000 | Turquía      | 2014 | Austria   |
| 1987 | Irlanda      | 2001 | Estonia      | 2015 | Bélgica   |
| 1988 | Dinamarca    | 2002 | No participó |      |           |

| Año  | Jurado    | Televoto  | Conjunto  |
| ---- | --------- | --------- | --------- |
| 2016 | Australia | Bélgica   | Australia |
| 2017 | Portugal  | Portugal  | Portugal  |
| 2018 | Alemania  | Alemania  | Alemania  |
| 2019 | Suecia    | Noruega   | Suecia    |
| 2021 | Francia   | Francia   | Francia   |
| 2022 | Grecia    | Ucrania   | España    |
| 2023 | Suecia    | Finlandia | Finlandia |
| 2024 | Suiza     | Israel    | Suiza     |
| 2025 | Austria   | Israel    | Israel    |

## Galería de imágenes
|                                   |
| Corry Brokken en Hilversum (1958) |

|                                   |
| Conny Vandenbos en Nápoles (1965) |

|                                 |
| Sandra Reemer en La Haya (1976) |

|                                  |
| Maggie MacNeal en La Haya (1980) |

|                                    |
| Edsilia Rombley en Helsinki (2007) |

|                         |
| Hind en Belgrado (2008) |

|                            |
| De Toppers en Moscú (2009) |

|                        |
| Sieneke en Oslo (2010) |

|                       |
| Anouk en Malmö (2013) |

|                                         |
| The Common Linnets en Copenhague (2014) |

|                                     |
| Trijntje Oosterhuis en Viena (2015) |

|                               |
| Douwe Bob en Estocolmo (2016) |

|                       |
| O'G3NE en Kiev (2017) |

|                         |
| Waylon en Lisboa (2018) |

|                                    |
| Duncan Laurence en Tel Aviv (2019) |

|                                    |
| Jeangu Macrooy en Rotterdam (2021) |

|                     |
| S10 en Turín (2022) |

|                                               |
| Mia Nicolai y Dion Cooper en Liverpool (2023) |

|                             |
| Joost Klein en Malmö (2024) |